# Stutz-Gelenkschildkröte
Die Stutz-Gelenkschildkröte (Kinixys homeana) wird auch Homes Gelenkschildkröte genannt. Sie gehört innerhalb der Familie der Landschildkröten (Testudinidae) zur Gattung der Gelenkschildkröten (Kinixys).

## Merkmale
Die Stutz-Gelenkschildkröte erreicht eine Größe von gut 20 cm und gehört somit zu den kleineren Arten der Landschildkröten. Auffälliges Merkmal ist ein Gelenk im hinteren Drittel des Carapax. Ihr Rückenpanzer ist flacher als der verwandter Arten wie Kinixys belliana oder Kinixys erosa. Der vordere Panzerbereich ragt weit nach vorne, so dass auch der Kopf gut geschützt ist. Der fünfte, mittige Schild ist höckrig. Hinter ihm fällt der Carapax steil nach unten ab. Der Hinterrand des Carapax biegt sich etwas nach oben und ist stark gezähnt. Der Rückenpanzer ist braungelb, die Schilde teilweise hell umrandet. Der Bauchpanzer ist braun, der dreieckige Kopf gelblich. Auffällig ist die starke Beschuppung der Beine.

## Verbreitung
Die tropischen Regionen Westafrikas sind das natürliche Verbreitungsgebiet der Stutz-Gelenkschildkröte. Sie lebt vorzugsweise an lichten Stellen im tropischen Regenwald, entlang von Flussläufen sowie in feuchten Graslandschaften.

## Nahrung
Ihre Nahrung besteht zum einen aus pflanzlicher Kost, zum andern aus tierischer Nahrung wie Insekten, Weichtieren und anderen Tieren in passender Größe. Als Jungtiere nehmen sie überwiegend tierische Nahrung zu sich.

## Fortpflanzung
Innerhalb der Paarungszeit ist zu beobachten, dass der Kopf der Männchen in einem leuchtenden gelb gefärbt ist. Das Weibchen legt zwischen 3 und 7 Eier in eine Erdmulde, die nach der Eiablage sorgsam verschlossen wird. Die Eier haben eine Größe von etwa 4 cm. Die Inkubationszeit beträgt etwa 16 Wochen. Im Gegensatz zu den adulten Tieren weist der Panzer der Jungtiere einen gezackten Rand auf.

## Gefährdung
In weiten Teilen der natürlichen Verbreitungsgebiete dient die Stutz-Gelenkschildkröte der Bevölkerung als Nahrungsmittel und unterliegt somit einem hohen Jagddruck. Die Zerstörung der natürlichen Habitate trägt zusätzlich zum Rückgang der Populationen bei. Die Stutz-Gelenkschildkröte wird im Washingtoner Artenschutz-Übereinkommen, Anhang II, als bedrohte Art geführt.